# Española-Gletscher
Der Española-Gletscher (spanisch Lóbulo de la Base Española ‚Gletscher der Spanischen Forschungsstation‘) ist ein Gletscher auf der Livingston-Insel im Archipel der Südlichen Shetlandinseln. Auf der Hurd-Halbinsel fließt er südwestlich des Queen Sofia Mount in nordnordwestlicher Richtung und endet vor der Juan-Carlos-I.-Station an der Española Cove.
Spanische Wissenschaftler benannten ihn 1991.